# Jens Johansson
Jens Johansson (Stoccolma, 2 novembre 1963) è un tastierista svedese.

## Biografia
Figlio del noto pianista jazz svedese Jan Johansson, è anche il fratello del batterista del gruppo Hammerfall, Anders Johansson. Sin da giovane diventa fan di tutte quelle band che avevano un tastierista nella formazione, tra questi Jon Lord dei Deep Purple, Don Airey dei Rainbow ed Eddie Jobson.
Nel 1982 entra con il fratello nei Silver Mountain, un gruppo heavy metal svedese con cui incide il suo primo disco Shakin' Brains (1983). Un anno dopo i due abbandonano la Svezia per recarsi in California dove si uniscono al gruppo di Yngwie Malmsteen, i Rising Force, col quale collaborano dal 1983 al 1989 pubblicando album che daranno vita al Neoclassical metal. È proprio grazie a Malmsteen che Jens Johansson mette in mostra tutte le sue abilità alla tastiera, creando spesso assoli o accompagnamenti per il virtuoso chitarrista.
Tra il 1989 e il 1990 Jens suona anche con Ronnie James Dio, partecipando al disco Lock up the Wolves e al relativo tour. Nel 1993, col fratello Anders, forma la band metal The Johansson Brothers, registrano tre album:The Johansson Brothers (1994), Sonic Winter (1996), The Last Viking (1999). Questi dischi hanno visto la partecipazione del chitarrista Michael Romeo, del cantante Göran Edman e di Malmsteen come special guest.
Nel 1994 Jens venne scartato all'audizione per i Dream Theater dopo che Kevin Moore lasciò il gruppo, in seguito nel 1995 si è unito agli Stratovarius.
Ha realizzato anche dischi da solista come Fjäderlösa Tvåfotingar,Ten Seasons (un album solista di piano improvvisato nella galleria di New York di Mark Kostabi ), Heavy Machinery (con Anders e Allan Holdsworth) e Fission (con Anders, Shawn Lane e Mike Stern).

Nel 2016 e 2017 ha partecipato alla reunion dei "Ritchie Blackmore's Rainbow" per una serie di concerti, in queste occasioni ha suonato l'organo, eseguendo il repertorio di Rainbow, Deep Purple e di Blackmore. Il concerto di Birmingham è stato pubblicato nel 2017 come "Live In Birmingham 2016" in doppio CD.

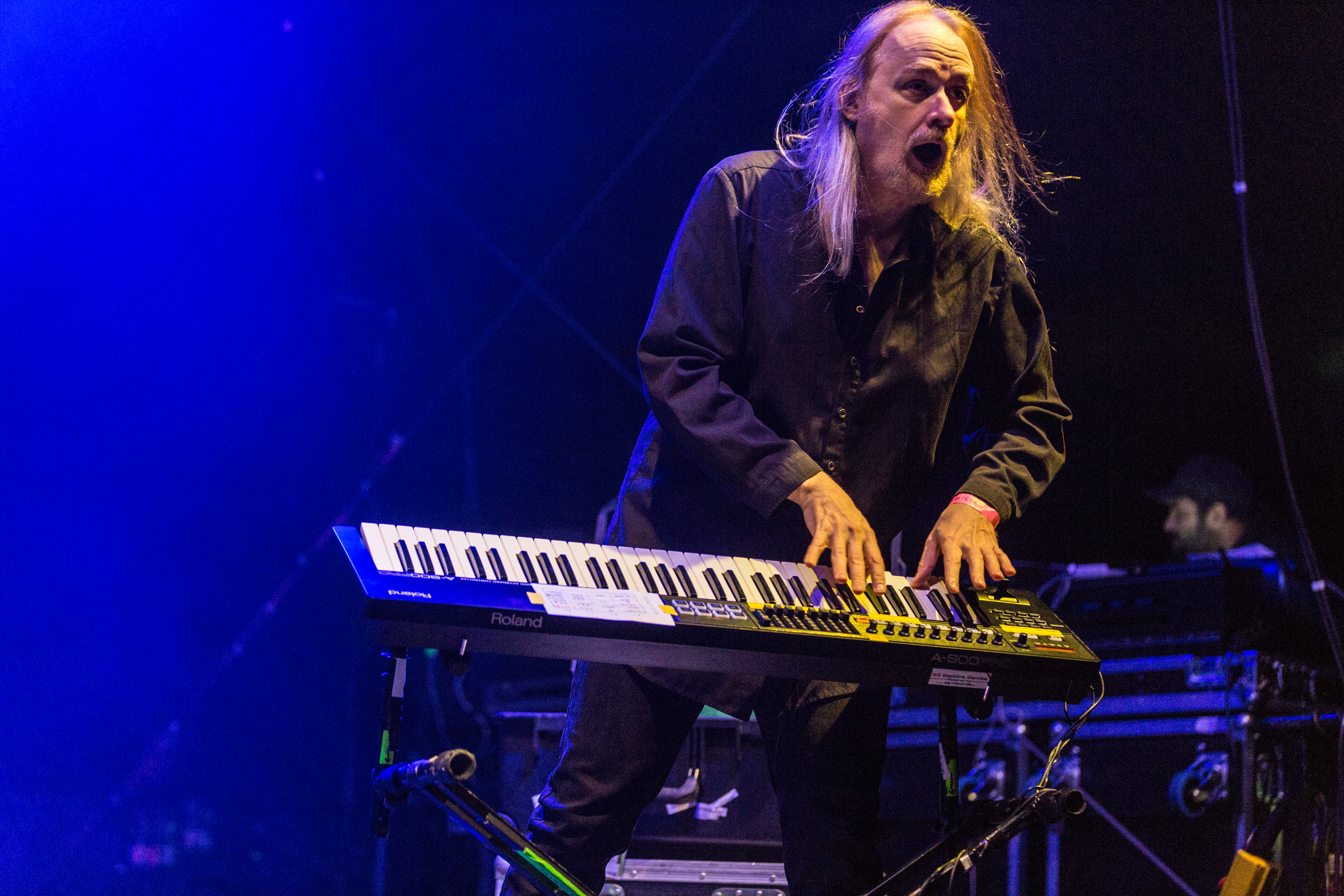
Johansson nel 2017

## Personalità e Stile
Molto rapido e tecnico, con parecchi richiami classicheggianti, specie quando fa uso di tastiere basate sulle sonorità del clavicembalo, Johansson ha uno stile fortemente personale che tende nella maggior parte dei casi a essere influenzato dalla sua istintività e dal suo senso della melodia. Molto apprezzato da tante metal band, col suo sound inconfondibile ha partecipato come ospite in molti album metal (vedi discografia). Negli anni di maggior successo degli Stratovarius i suoi assoli erano intrecciati con quelli del chitarrista Timo Tolkki, mentre con Malmsteen era solito ad accompagnare gli assoli del chitarrista.

## Equipaggiamento
Durante la sua carriera ha usato molti tipi di tastiere e sintetizzatori. Tra le sue favorite ci sono le tastiere Korg Polysix (introdotta nel periodo Malmsteen e fino ai due primi album incisi con gli Stratovarius) e la Yamaha DX7 come controller midi per il modulo Roland JV-1080. Utilizza dall'album Destiny degli Stratovarius in poi, un pedale Morley JD-10 per l'inconfondibile lead sound utilizzato in fase solistica. Negli ultimi anni ha rimpiazzato la Yamaha DX7 con un controller midi Roland A-800 Pro. Jens è anche un appassionato di organi Hammond. Utilizza il computer con vari programmi come Cubase; esempi al riguardo sono incisi in Fission, con sperimentazioni di suoni ed effetti.

## Discografia

### Stratovarius
- 1996 - Episode
- 1997 - Visions
- 1998 - Visions of Europe
- 1998 - Destiny
- 2000 - Infinite
- 2001 - Intermission
- 2003 - Elements Pt. 1
- 2003 - Elements Pt. 2
- 2005 - Stratovarius
- 2009 - Polaris
- 2011 - Elysium
- 2013 - Nemesis
- 2015 - Eternal

### Yngwie Malmsteen
- 1984 - Rising Force
- 1985 - Marching Out
- 1986 - Trilogy
- 1988 - Odyssey
- 1989 - Trial by Fire - Live in Leningrad
- 1996 - Inspiration

### Johansson Brothers
- 1992 - Anders Johansson: Shu-Tka
- 1994 - The Johansson Brothers
- 1996 - Anders Johansson, Jens Johansson and Allan Holdsworth: Heavy Machinery
- 1997 - Anders Johansson: Red Shift
- 1997 - Johansson: Sonic Winter
- 1999 - Johansson: The Last Viking

### Silver Mountain
- 1983 - Shakin' Brains

### Cain's Offering
- 2015 - Stormcrow

### Collaborazioni
- Erik Borelius: Fantasy (1988)
- Ronnie James Dio: Lock Up the Wolves (1990)
- Deadline: Dissident (1991)[1]
- Stephen Ross: Midnight Drive (1991)
- Ginger Baker: Unseen Rain (1992)
- RAF: Ode to a Tractor (1992)
- Shining Path: No Other World (1992)
- Jonas Hellborg Group: E (1993)
- Snake Charmer: Smoke and Mirrors (1993)
- Dave Nerge's Bulldog: The Return of Mr.Nasty (1994)
- Robert Blennerhed: Seven (1994)
- Smoke On The Water - A Tribute (1994)
- Tony MacAlpine: Premonition (1994)
- Itä-Saksa: Let's Kompromise (1998)
- Snake Charmer: Backyard Boogaloo (1998)
- Benny Jansson: Flume Ride (1999)
- Blackmore's Night: Under a Violet Moon (1999)
- Mastermind: Excelsior! (1999)
- Roland Grapow: Kaleidoscope (1999)
- Mastermind: Angels of the Apocalypse (2000)
- Einstein: Einstein Too (2001)
- La Leyenda Continua: Tributo A Rata Blanca (2001)
- Silver Mountain: Breakin' Chains (2001)
- Andy West with Rama: Rama 1 (2002)
- Arjen Anthony Lucassen's Star One: Space Metal (2002)
- Benny Jansson: Save the World (2002)
- Aina: Days of Rising Doom (2003)
- Barilari (2003)
- Sonata Arctica: Winterheart's Guild (2003)
- Mastermind: To the World Beyond (2004)
- Spastic Ink: Ink Compatible (2004)
- Kamelot: The Black Halo (2005)
- HammerFall: No Sacrifice, No Victory (2009)
- Avantasia: Angel of Babylon (2010)
- Amberian Dawn: End of Eden (2010)
- Amberian Dawn: Circus Black (2012)
- Avalon Timo Tolkki: The Land of New Hope (2013)
- Ritchie Blackmore's Rainbow: Live in Birmingham 2016 (2017)
- Arch Enemy: Will to Power (2017)